# 单智伟
单智伟（1974年—），西安交通大学材料科学与工程学院教授，主要从事微纳尺度材料的结构与性能等方面的研究工作。入选中华人民共和国教育部2008年度"长江学者"特聘教授。曾就读于吉林大学，中科院金属研究所和匹兹堡大学。